# Huile d'ylang-ylang
On désigne sous le terme « huile d'ylang-ylang » diverses huiles essentielles extraites de différentes variétés de fleurs de l'arbre tropical ylang-ylang (Cananga odorata), obtenues via différentes techniques de distillation, en particulier l'« huile d'ylang-ylang » et l'« huile de canaga ».
Une huile similaire, l'« huile de champaca », est produite à partir de Magnolia champaca. Il ne faut confondre cette dernière avec l'huile de bois de champaca ou de gaïac, qui proviennent respectivement de Bulnesia sarmientoi ou de Guaiacum officinale et Guaiacum sanctum,,.

## Huile d'ylang-ylang

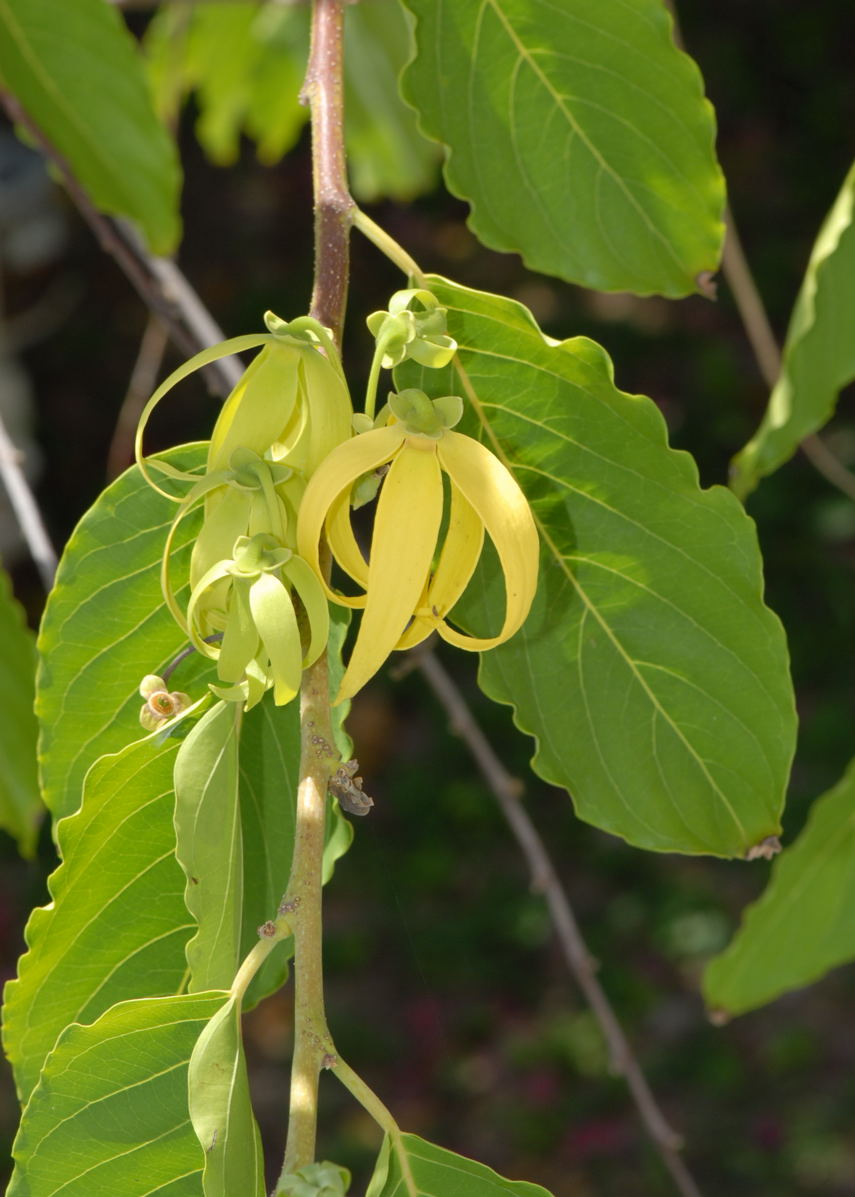
Ylang-ylang (Cananga odorata)

L'huile d'ylang-ylang est extraite des fleurs de Cananga odorata par distillation à la vapeur. Elle contient essentiellement les fractions inférieures,.

### Production
La distillation est réalisée de manière fractionnée. Il en résulte plusieurs qualités d'huile (Extra-supérieure, I, II et III), selon la durée de distillation. L'huile « extra » se présente sous la forme d'un liquide jaunâtre avec un parfum floral doux, tandis que l'huile de qualité III est une huile jaune avec un parfum boisé floral doux. Les principaux sites de production commerciale se trouve à Madagascar et aux Comores et seules les variétés de Cananga odorata qui y poussent sont utilisées.

### Composition
Les parfums les plus intenses dans les premières fractions sont le p-méthylanisole (5–16 %), le benzoate de méthyle (4–9 %), le (−)-linalol (7–24 %), l'acétate de benzyle (5,5–17,5 %) et l'acétate de géranyle (2,5–14 %). Les ingrédients contenus en plus grande quantité dans les fractions de qualité inférieure sont des sesquiterpènes tels que le caryophyllène, le germacrène-D et le (E, E )-α-farnésène (total jusqu'à 70 % en III). La densité est de 0,95–0,975 (Extra) ou de 0,905–0,925 (III).

### Utilisations
L'huile d'ylang-ylang est utilisée dans la production de parfums (par exemple Chanel Nº 5 ), savons parfumés et en aromathérapie. Dans de nombreux pays, elle est considérée comme une huile médicinale. Elle est également utilisée dans des aliments tels que les glaces, les bonbons et les chewing-gums

## Huile de cananga
L'huile de cananga  ou « essence d'ylang-ylang » est également distillé à partir des fleurs d'ylang-ylang, mais contient seulement les fractions supérieures ou également le distillat total,,. Dans les produits cosmétiques, elle est répertoriée dans la liste des ingrédients sous le nom de CANANGA ODORATA FLOWER CERA (INCI).

### Composition
L'huile de cananga est assez similaire dans sa compostion à l'huile d'ylang-ylang. En plus du 2-phényléthanol, du géraniol, du nérol et du nérolidol, elle contient de plus grandes quantités d'hydrocarbures sesquiterpéniques, mais très peu de benzoate de méthyle et d'acétate de benzyle.

### Utilisations
L'huile de cananga est utilisée de façon similaire à l'huile d'ylang-ylang. La faible teneur en esters rend l'huile de cananga adaptée à une utilisation dans les parfums de savon.